# Pancracio de Roma
Pancracio (en latín, Pancratius; en griego, Ἄγιος Παγκράτιος, Hágios Pankrátios) fue un ciudadano romano que se convirtió al cristianismo, y que fue decapitado en el año 304, con 14 años de edad. Su nombre en griego significa literalmente "el que lo sostiene todo".
Fue uno de los mártires de los primeros tiempos del cristianismo que más fama alcanzaron posteriormente.
Pese a lo inseguro de las noticias auténticas que sobre su vida y muerte se conservan, ha gozado durante siglos de un culto muy intenso y muy difundido. Al haber sufrido el martirio apenas adolescente, su figura ha sido presentada como modelo de la fortaleza que da la fe, la cual, según la frase evangélica, obtiene de la boca de los niños una perfecta alabanza de Dios, sellada en el caso de Pancracio por el testimonio de su sangre.

## Hagiografía
La primera noticia que sobre Pancracio conocemos, es la basílica construida sobre su sepulcro hacia el año 500, en Roma. Un siglo después, San Gregorio Magno predicó en ella una homilía con ocasión de su natalicio. Después son ya más frecuentes las noticias.
La historia sobre su vida y martirio es tardía, probablemente del siglo VI, y legendaria. Según ella, Pancracio había nacido en Frigia, de padres ricos y paganos. Al morir en último lugar su padre, lo encomendó a su hermano, llamado Dionisio; tío y sobrino marcharon a Roma, estableciéndose en el monte Celio; allí estaba refugiado el papa Cornelio, que logra convertirlos. Muy pronto Pancracio se presenta a Diocleciano, que intenta hacerlo apostatar sin conseguirlo, por lo que lo condena a ser decapitado. La sentencia se cumple junto a la vía Aurelia. Una mujer llamada Octavila recogió su cuerpo y lo enterró en un cementerio de la zona, donde luego se edificó su basílica, la Basílica de San Pancracio.
Como se ve, el relato contiene graves anacronismos, pues, según él, Pancracio es bautizado por el papa San Cornelio (†253), mientras que muere en la persecución de Diocleciano cuando aún tenía unos 15 años (304). El intento de corregir estos errores y hacer que la Pasión de San Pancracio resulte más verosímil, sería la causa de las varias versiones hoy existentes.

## Culto
A partir del siglo VI, al difundirse sus reliquias, se extiende también su culto, haciéndose muy popular, y entrando su nombre en todos los martirologios. En España no se conoció su pasión durante el periodo visigótico, pero sí se leía su nombre en algunos calendarios mozárabes.
Es representado muy joven, casi niño, vestido con la túnica romana o con el traje militar, y con los atributos de mártir. Se celebra su fiesta el 12 de mayo.
San Pancracio es considerado como el santo de los afligidos por la pobreza, de la fortuna y de los juegos de azar (esto último en el imaginario popular, naturalmente). Se ve su imagen en los negocios conjuntamente con un florero que lleva una rama de perejil, y cuando circulaba la peseta se le ponía una moneda de 50 céntimos o de 25 pesetas (las cuales tenían un agujero central, la primera circulaba durante mediados del siglo XX, la segunda a finales del mismo y hasta 2002) en su dedo índice.
En la ciudad de Córdoba, el santo niño es una de las grandes devociones de antaño y que perduran hasta nuestros días. Cientos de personas se congregan todos los miércoles en la iglesia de Santa Marina para venerar su milagrosa imagen, llevarle un donativo u ofrecerle unas flores (claveles rojos o perejil como es la costumbre).
En la iglesia de St. Nikolaus en Wil, Suiza, hay un esqueleto entero revestido con armadura, ensamblado por monjas, del que se dice que son las reliquias de San Pancracio, tomadas de las catacumbas de Roma en el tercer cuarto del siglo XVII.
Las únicas romerías que rinden culto a la figura de San Pancracio son las de La Roda de Andalucía (Sevilla), durante el segundo fin de semana de mayo, y la de Valverde del Camino (Huelva), que tiene lugar en el mes de junio, ambas en Andalucía.